# 리기니아속

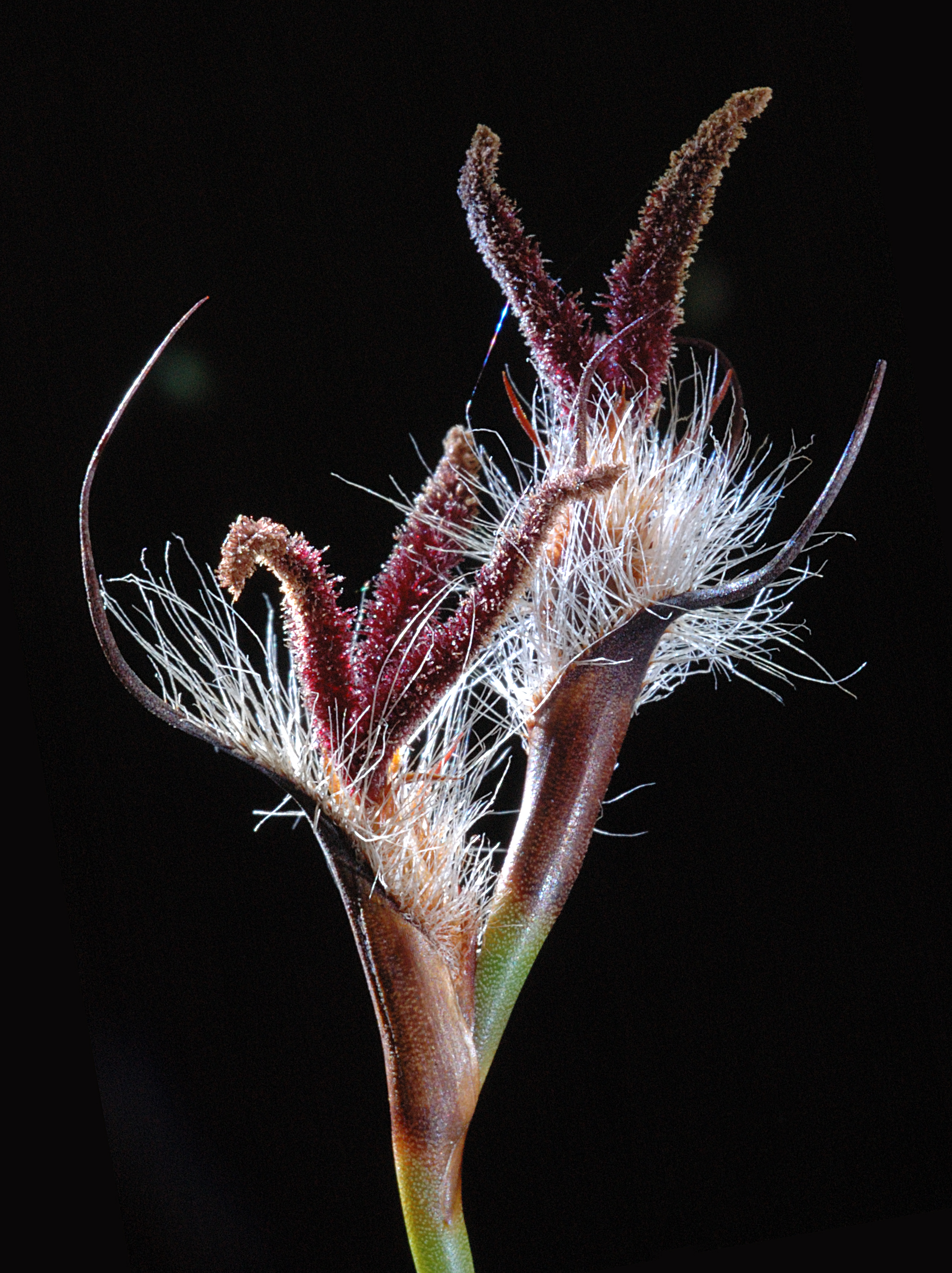

리기니아속(Lyginia)은 벼목에 속하는 속씨식물 속의 하나이다. 리기니아과(Lyginiaceae)의 유일속으로 분류하기도 하며, 3종으로 이루어져 있다. 땅속줄기 식물로 3종 모두 원산지가 오스트레일리아 사우스웨스트 지역이다. 건조한 모래 지역에서 자란다.

## 하위 종
- Lyginia barbata - 여러해살이풀, 퍼스와 올버니, 에스퍼런스 근처 지역에서 발견된다.[2]

- Lyginia imberbis - 여러해살이풀, 사우스웨스트 주 전역에서 발견된다.[3]

- Lyginia excelsa - 사우스웨스트 주에서 발견되는 희귀종.[4]